# Kasteel van Rambouillet

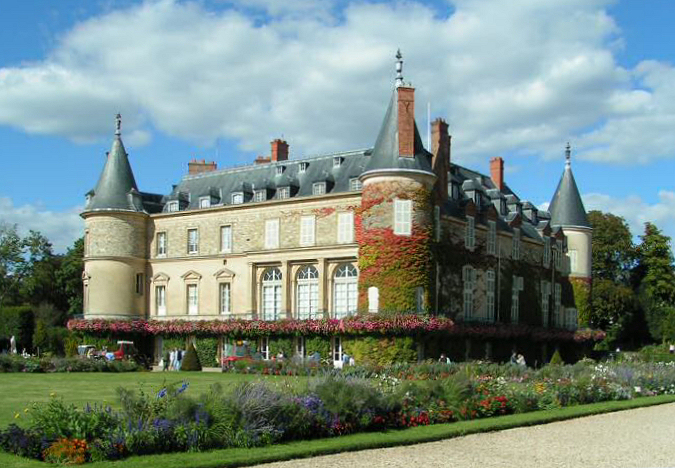
Kasteel van Rambouillet

Het Kasteel van Rambouillet (Frans: Château de Rambouillet) is een uit de 14e eeuw daterend kasteel, gelegen in Rambouillet, in het Franse departement Yvelines nabij Parijs. Sinds 1886 doet het kasteel dienst als presidentieel verblijf.
Het Kasteel van Rambouillet staat midden in een meer dan 20.000 hectare groot bos en had aanvankelijk een militaire functie. De kasteelmuur en de donjon uit de 14e eeuw zijn behouden, ondanks de talrijke veranderingen in opdracht van de opeenvolgende eigenaren. Rond het kasteel ligt een park, met kanalen en vijvers. Dit is een jachtgebied dat talrijke adelen verleidde, bijvoorbeeld Frans I, die er stierf, en Karel X die er zijn troonsafstand ondertekende. In de 17e eeuw werd het zeer kostbaar heringericht door de markies van Rambouillet en zijn dochter, Julie d'Angennes. Het Kasteel van Rambouillet heeft nog steeds de functie van ambtswoning, die Lodewijk XVI en ook Napoleon er aan hadden gegeven.

## Het ontstaan van Kasteel van Rambouillet

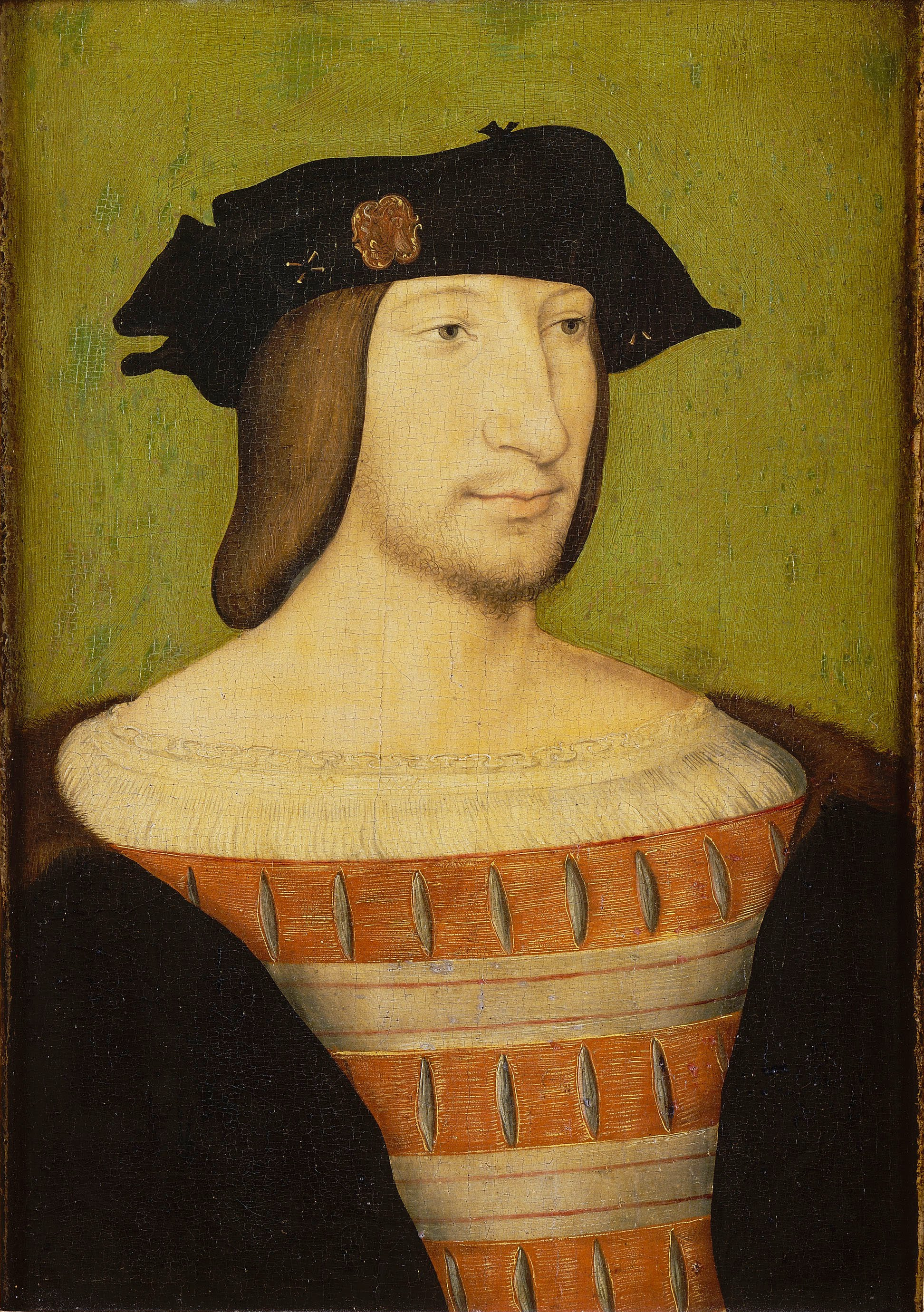
Frans I

In 1368 kocht Jean Bernier, ridder, adviseur en meester van het personeel in het huis van de koning, Magistraat van Parijs, van Girard de Tournebu een eenvoudig kasteeltje dat hij in 1374 tot een versterkt en met grachten omgeven kasteel liet verbouwen. Dit primitieve kasteel had een onregelmatige vijfhoekige vorm, met een omsloten eenheid van driehoekige woningen met torentjes, een grote toren, een toegangspoort en een kasteelmuur. Deze veranderingen moest conform de beschikking van Karel V, van 19 juli 1367, zijn waarin hij alle kastelen te wapen riep. Het was eveneens het tijdperk waarin de koning in Parijs het Louvre en de Bastille liet versterken.
In 1384 verkocht de zoon van Jean Bernier, Guillaume, dit nieuwe kasteel aan Regnault d'Angennes, stalmeester en huisbediende van de koning. Het zou meer dan drie eeuwen, tot 1699, in de familie d'Angennes blijven.
Gedurende de Honderdjarige Oorlog werd het kasteel geplunderd en zowel in 1425 als in 1428 in brand gestoken. In 1484 werd het door Jean II d'Angennes en zijn echtgenote hersteld. Jacques d'Angennes (1514-1562), kapitein van de lijfwacht van Frans I, vergrootte het gebied door de gronden van d'Auffargis, Poigny, het jachtgebied van Essarts-le-Roi en de verschillende terreinen in de omstreken te kopen. Deze vormden een prachtig jachtgebied. Als groot liefhebber van de jacht kwam Frans I vaak naar het Kasteel van Rambouillet.
Hij stierf aldaar op 21 maart 1547 aan bloedvergiftiging; volgens de traditie in de grote kamer van de grote toren, die ondanks de aanzienlijke veranderingen aan het kasteel, is blijven staan. Jacques d'Angennes liet het kasteel bovendien verfraaien. Op de benedenverdieping liet hij een grote zaal in de Italiaanse stijl inrichten, waarbij de muren werden bedekt met platen van marmer, naar een idee van hoofdmetselaar Olivier Ymbert, ontwerper van het interieur van het Château de Thoiry. Hij liet eveneens de grote trap in baksteen en steen bouwen.
In 1612 liet Lodewijk XIII het grondgebied van Rambouillet herindelen in het voordeel van de familie d'Angennes, die daarmee de titel markies mochten aannemen. Het was het tijdperk waar Catherine de Vivonne, markiezin van Rambouillet, echtgenote van Charles d'Angennes, plaatsnam in het Hôtel de Rambouillet in Parijs. Hun dochter, Julie d'Angennes, trouwde met de hertog van Montausier waarmee het grondgebied van Rambouillet als bruidsschat werd overgedragen. De hertog van Montausier vergrootte, tussen 1670 en 1681, het grondgebied door land aan te kopen en liet de tuinen herinrichten.
Na het huwelijk van de tweede dochter van Julie d'Angennes kwam het gebied in handen van de hertog van Uzès, maar deze moest in 1699 wegens financiële problemen het grondgebied verkopen aan een van de schuldeisers, Joseph Fleuriau d'Armenonville. Deze betaalde er slechts 140.000 pond voor en gaf er in de loop van enkele jaren meer dan 500.000 pond aan uit. Volgens de traditie liet hij de tuinen in Franse stijl herinrichten. Het park werd met beeldhouwwerken van Simon Mazière, Pierre Legros en René Frémin versierd.

## De overgang naar de familie des Bourbons

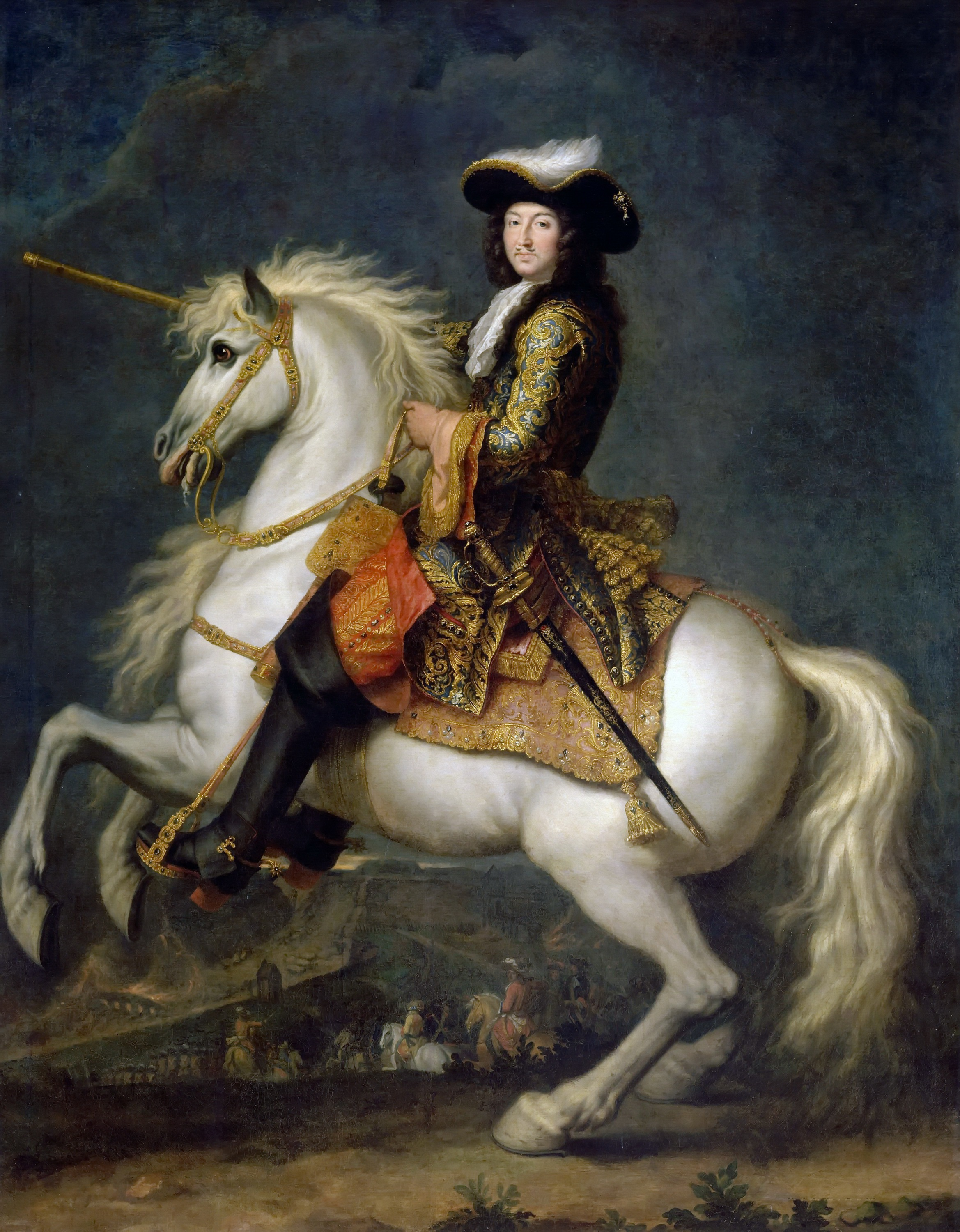
Lodewijk XIV

Lodewijk Alexander van Bourbon, graaf van Toulouse, admiraal van Frankrijk en een nakomeling van Lodewijk XIV en zijn maîtresse Madame de Montespan wilde een jachtgebied in de omgeving van Parijs hebben en liet zijn blik vallen op Kasteel van Rambouillet. Fleuriau d'Armenonville werd verplicht om hem het gebied in 1706 voor het bedrag van 500.000 pond af te staan. De graaf van Toulouse zou het gebied aanzienlijk ontwikkelen en verfraaien. Hij ging over tot belangrijke grondaankopen en voegde de gronden van Saint-Léger-en-Yvelines, Montfort-l'Amaury, Gazeran en een groot deel van het hertogdom d'Épernon, aan het grondgebied van Rambouillet toe. In totaal omvat het grondgebied dan 13.000 hectare. Hij liet de stallen en uitgebreide gemeenschappelijk gebouwen door een ondergrondse gang verbinden aan het kasteel. Hij liet zelf eveneens belangrijke werkzaamheden aan het kasteel verwezenlijken. De eerste ronde van werkzaamheden vond van 1706 tot 1709 onder leiding van Pierre Cailleteau plaats.
In augustus 1707, toen het grootste deel van de werkzaamheden werden afgerond, ontving het kasteel bezoek van de Grand Dauphin Lodewijk van Frankrijk, van de hertog en hertogin van Bourgondië, van de prinses van Conti en talrijke andere hovelingen. Lodewijk XIV, in gezelschap van Madame de Maintenon, zou zelf twee keer een bezoek aan zijn zoon brengen. De tweede keer kort voor zijn dood in 1715. Toen Filips van Orléans het adviescollege van de Regering in 1722 verliet, trok de graaf van Toulouse zich in Rambouillet terug. Hij lanceerde van 1730 tot 1736 een tweede ronde van werkzaamheden onder leiding van de genoemde architect Desgots. Deze ronde had ten doel de westelijke vleugel door de oprichting van een zogenaamd "appartement van vergadering" te verdubbelen. Ondanks het belang van het project was de tussenkomst van Desgots betrekkelijk discreet. Hij liet een torentje naar de hoek verplaatsen zodat het evenwicht van het kasteel werd verstoord. De voornaamste originaliteit is een balkon dat op de voorgevel van het nieuwe appartement loopt, ondanks dat dit al lang niet meer de trend was.
De aanpassingen aan het interieur, die tegelijkertijd gedaan werden, waren daarentegen van een zeer grote luxe. Een zeer mooi geheel van gebeeldhouwd houtwerk werd door ornamentmaker François-Antoine Vassé verwezenlijkt. Deze heeft, evenals Jacques Verberckt, ook aan het gemeentehuis van Toulouse gewerkt. Na de dood van de graaf van Toulouse, in 1737, ging het gebied naar zijn enige zoon, de hertog van Penthièvre. Hij was geboren op Rambouillet en hij besteedde er veel tijd en wijdde zich hoofdzakelijk aan ontwerpen van de tuinen.
Lodewijk XVI die, net als Lodewijk XV, vaak jaagde in de bossen van Yvelines vond zijn château de Saint-Hubert te klein, en vroeg aan zijn neef, de hertog van Penthièvre, om hem zijn kasteel van Rambouillet af te staan. De verkoop werd in december 1783 voor het aanzienlijke bedrag van 16 miljoen pond gesloten. Lodewijk XVI overwoog allereerst om het kasteel weer te laten verbouwen, maar hij vond de plannen van de architect Jean Augustin Renard niet overtuigend.

Ten slotte besloot de koning om het kasteel te behouden, maar hij liet onder leiding van de architect Jacques Jean Thévenin de gemeenschappelijke ruimtes uitbreiden zodat er het aantal van 400 bediendes plaats kunnen hebben. En liet, in plaats van de oude stallen. nieuwe stallen voor 500 paarden bouwen. Bovendien werd er in de stad een Hôtel du Gouvernement, een rechtbank, het jachtverblijf en een verblijf voor de gouverneur van Rambouillet, Charles Claude Flahaut van Billarderie, graaf van Angivillers, gebouwd.
Marie-Antoinette verafschuwde Rambouillet waarvan zij de uitstraling 'gotisch' vond. Om te proberen haar te verleiden, liet Lodewijk XVI in het grootste geheim een prachtige zuivelfabriek bouwen, ingewijd in juni 1787, en liet hij de tuinen door Hubert Robert aanpassen.

## Rambouillet in de 19e eeuw

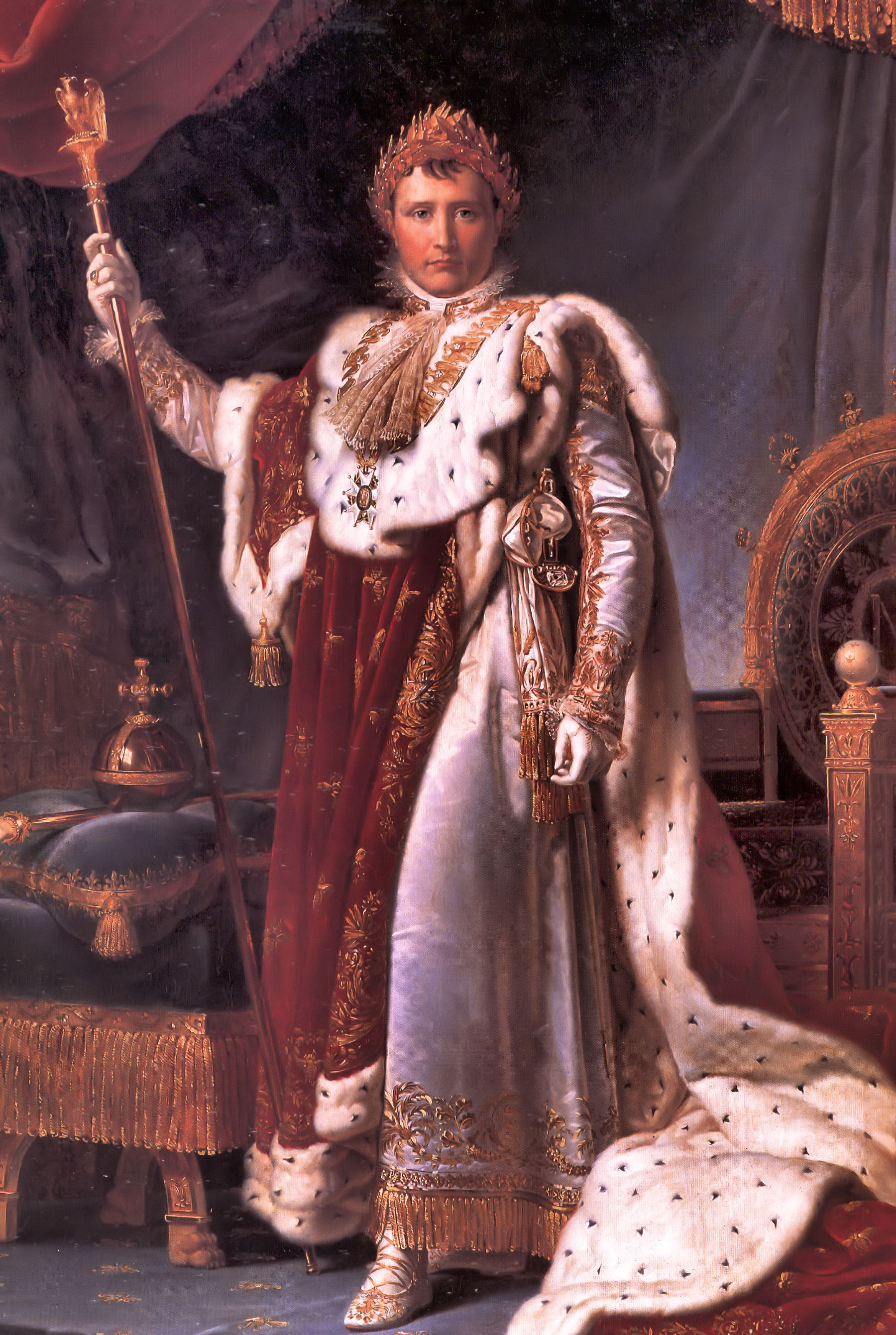
Napoleon I

Tijdens de Franse Revolutie werd het gebied verlaten. Napoleon I liet het kasteel herstellen en het werd op zijn eigendomslijst bijgeschreven. Hij was dol op Rambouillet vanwege de jachtmogelijkheden die het gebied bood. Ook liet Napoleon I Rambouillet herinrichten. Een eerste campagne, onder leiding van de architect Guillaume Trepsat, begon in 1805 met de sloop van de noordwestelijke vleugel. Hierdoor werd de erebinnenplaats onherstelbaar veranderd. Men dacht er over om het gebouw volledig opnieuw op te bouwen, en verschillende projecten werden in 1809 door de architect Auguste Famin uitgewerkt, maar geen enkele werd uitgevoerd. Famin werd wel verzocht een aantal veranderingen aan het interieur en de versiering van verschillende kamers en ruimtes te realiseren. Verder werd het park heringericht met onder andere een laan van Amerikaanse moerascipressen uit de toenmalige Franse kolonie Louisiana, de eerste in Frankrijk. De laan werd er beroemd om, maar helaas zijn de bomen december 1999 bij een storm omvergewaaid. Op weg naar zijn definitieve ballingschap passeerde Napoleon I het Kasteel van Rambouillet in de nacht van 29 op 30 juni 1815. Na de terugkeer van de Bourbons op de troon werd het kasteel van nieuw meubilair voorzien en werden werkzaamheden uitgevoerd om de keizerlijke insignes uit te wissen. Men begon met het plan om het aangezicht van de tuin te wijzigen, maar de aanpassingen werden beëindigd nadat drie vijvers en een plein waren aangelegd, die tegenwoordig een vreemd en weinig homogeen geheel vormen met de rest van het kasteel.
Op 2 augustus 1830 deed Karel X, alsof hij zelf in ballingschap ging, afstand van de gunsten van zijn kleinzoon de hertog van Bordeaux.
Lodewijk Filips I wilde het kasteel niet op zijn burgerlijke lijst behouden en overhandigde het aan het departement, dat het verhuurde aan verschillende bewoners: de baron van Schickler, de graaf Duchâtel, een luxe restaurant, en een gezelschap uit Parijs.
In 1852, herstelde hij de eigendomslijst van Napoleon III die er zijn ambtswoning van maakte.

## Presidentieel verblijf
Na de val van het Tweede Keizerrijk in 1870, overwoog de regering om het kasteel in gebruik te nemen als ziekenhuis, hetgeen leidde tot protesten van de conservatieve staatsman Adolphe Thiers. In 1883 herstelde de president van de republiek de traditie van het jagen in Rambouillet. De presidenten Jules Grévy, Sadi Carnot, Jean Casimir-Perier waren dol op het kasteel. Zo werd het kasteel als het zomerverblijf ingericht door Félix Faure en werd het op 23 februari 1886 een officieel presidentieel verblijf.
Het kasteel van Rambouillet was in 1975 de plaats van de eerste samenkomst van de G6, op initiatief van president Valéry Giscard d'Estaing. Zes landen namen eraan deel: Duitsland (Helmut Schmidt), de Verenigde Staten (Gerald Ford), Frankrijk, Italië (Aldo Moro), Japan (Takeo Miki) en het Verenigd Koninkrijk (Harold Wilson).
Sedertdien ontvangt het kasteel regelmatig de buitenlandse staatshoofden die op bezoek zijn in Frankrijk, bijvoorbeeld Boris Jeltsin, Hosni Moebarak en Nelson Mandela.
In 1999 werd de overeenkomst van Rambouillet opgesteld, een voorstel voor vrede tussen Joegoslavië en de Albanezen van Kosovo. Joegoslavië verwierp het, wat tot de oorlog van Kosovo leidde.

## Afbeeldingen

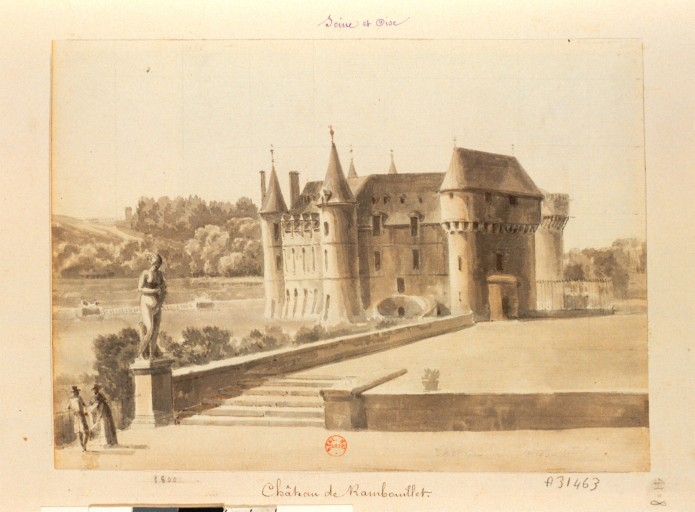
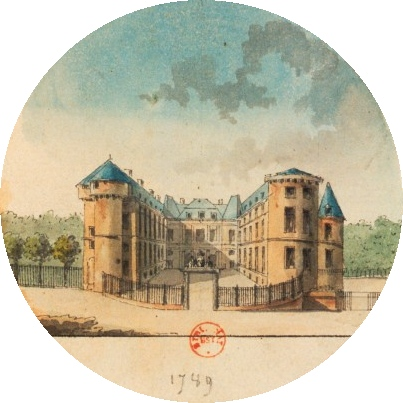